# Makoto Ozone
Makoto Ozone (jap. 小曽根 真, Ozone Makoto, Kōbe, 25 maart 1961) is een Japanse jazzpianist.

## Biografie
Volgens Ozone begon hij al heel vroeg muziek te studeren. Hij speelde het Hammond-orgel op 2-jarige leeftijd en improviseerde op 7-jarige leeftijd. Tussen 7 en 9 jaar verscheen hij op televisie met zijn vader Minoru (ook pianist). Nadat hij naar de albums van Oscar Peterson had geluisterd, stapte hij op 12-jarige leeftijd over op piano. Terwijl hij nog op de middelbare school zat, trad hij op met een professionele bigband. Vanaf 1980 studeerde hij jazzcompositie en arrangement aan het Berklee College of Music in Boston. Hij speelde ook met Gary Burton in optredens in de omgeving van Boston en nam in 1982 op als duo met Phil Wilson. In 1983 kwam zijn eerste album Makoto Ozone uit bij CBS (met Burton en Eddie Gomez), waarop hij zijn eigen composities speelde. In 1983 toerde hij de wereld rond met het kwartet van Gary Burton, op wiens albums Real Life Hits en Whiz Kids hij speelde. Hij nam ook op met Chuck Loeb, Marc Johnson en Paquito D'Rivera en bracht in 1986 zijn tweede album After uit. In 1989 keerde hij terug naar Japan en nam hij op voor JVC.
In 1994 bracht Verve Records zijn eerste soloalbum Breakout uit. In 1996 won zijn trio-album The Trio (met John Scofield) de prijs voor beste Japanse jazzalbum van het Japanse Swing Journal. Partners waren Kiyoshi Kitagawa (bas) en Clarence Penn (drums), die hij ontmoette op het Floating Jazz Festival op de S.S. Norway. Het vervolgalbum Dear Oscar (voor Oscar Peterson) won in 1998 ook de prijs voor het beste Japanse jazzalbum. In Japan had hij ook zijn eigen radioshow. In 1999 verhuisde hij terug naar New York. In 1997 trad hij op op het Montreux Jazz Festival met zangeres Kimiko Itoh, die hij ook begeleidde op haar album Kimiko, dat in 2000 de Swing Journal-prijs voor Japanse jazzzangers won. In april 2002 werd het Verve-album Treasure gemaakt met Gary Burton, Michael Brecker, Chick Corea, James Genus en zanger Jon Hendricks. Naast jazz werkte hij ook intensief aan klassieke muziek, bijvoorbeeld in een duo met Gary Burton op het album Virtuosi (2002) en in een duo met de Poolse zangeres Anna Maria Jopek (2009/2011). In 2003 speelde hij opnieuw met Burton op zijn album Generations.

## Discografie
- 1990: Starlight (Victor Musical Industrie)
- 1994: Breakout (Verve) solo
- 1995: Nature Boys met John Patitucci, Peter Erskine
- 1997: The Trio
- 1998: Dear Oscar
- 2002: Gary Burton, Makoto Ozone Virtuosi
- 2009: Makoto Ozone, Anna Maria Jopek Road to Chopin
- 2012: Makoto Ozone / Christian McBride / Jeff 'Tain' Watts My Witchs Blue
- 2017: Dimensions met Clarence Penn en James Genus

## Filmografie
- 2018: Vision